# Городищенское болото
Городищенское болото ― болото в Пинском районе Беларуси по обоим берегам Припяти, между устьями рек Пины и Ясельды.

## Описание болота
Сток болота в Припять и Ясельду. Площадь 8,5 тыс. га. Глубина торфа до 2,8 м, средняя 1,2 м, степень разложения 43 %, зольность 38,6 %. Есть песчаные острова.

## Флора
Болото в естественном состоянии. Растёт кустарник и осоки. Используется как сенокос.